# حسن شريف (فنان)
حسن شريف (مواليد 1951 - 18 سبتمبر 2016) هو فنان إماراتي تشكيلي من رواد فن المفاهيم المطلقة في دولة الإمارات العربية المتحدة.

## بداياته
كانت رسومات حسن شريف الكاريكاتورية المنشورة في الصحف و المجلات في فترة السبعينيات تعكس المناخ السياسي في الشرق الأوسط آن ذاك و بالأخص التوسع العمراني السريع الذي شهدته دولة الإمارات العربية المتحدة منذ تأسيسها. لكن مع سفره في عام 1973 لبريطانيا، طمح حسن شريف في تجديد رؤيته الفنية وفكره الفني المنطلق من محيط جديد.
التحق شريف بكلية بايام شو للفنون (جزء من سنترال سانت مارتينز ) في عام 1980، وقد تآثر بأعمال الفنان تام جيلز، رئيس قسم الفن التجريدي والتجريبي في الكلية آن ذاك. وأدى ذلك الاهتمام إلى تبلور الفكر الابداعي لشريف واهتمامه بالحركة المفاهمية الفنية التي رأى فيها التعبيرَ الاقرب عن داخله.

## حياته الفنية
وبعد تخرجه عام 1984، أسهم حسن شريف في بث روح جديدة في أجواء الفن التشكيلي بين الأجيال الجديدة في الإمارات، فقام بتأسيس مرسم الفن في مسرح الشباب في دبي، كملتقى فني وفكري للفنانين و المفكرين في الفن الحديث، كما ساهم آيضا بتأسيس جمعية الإمارات للفنون الجميلة، ومجموعة «الخمسة» للفن المفاهيمي والتي شملك كل من محمد كاظم، ومحمد احمد إبراهيم، وعبد الله السعدي، وحسين شريف.
يعتبر حسن شريف كأب روحي في مجال الفنون البصرية في الإمارات، ولديه كتب منشورة في الفن الحديث ومفهوم الفن وفلسفه إنتاجه. حسن شريف عضو "البيت الطائر» للفن في دبي الذي أسسه شقيقه رجل الأعمال عبد الرحيم شريف في عام 2008 بمثابة فضاء جديد للعرض ولحفظ وثائق فنية كانت مكدسة في صناديق.
وعلق مدير أعماله الفني واخيه عبد الرحيم شريف، في تصريحات سابقة لـجريدة الاتحاد الإماراتية:
| حسن شريف (فنان) | عندما عاد حسن شريف من لندن لم يكن هناك وعي حقيقي بما يفعله الفنان، ولم تكن هناك فكرة عن الاتجاهات الأكثر حداثة في الفنون على المستوى العالمي إجمالا، وهذا أمر طبيعي آنذاك، وبالنظر إلى ما أنجزه حسن شريف منذ ذلك الوقت حتى اليوم فإننا لا نستطيع أن نضعه في زاوية ما لنقول إن كل هذه الحداثة في الفن التشكيلي الإماراتي قد صنعها حسن شريف، ففي هذا ظلم للآخرين، فلقد وضع حسن شريف مع فنانين آخرين أسسا جديدة للفن نهضت عليها حركة التشكيل في الإمارات مهّدت طريقا أمام أجيال لاحقة، وبالطبع لم يكن هذا ليحدث لو لم يصمد حسن شريف وأقرانه بدافع من موقفهم المعرفي والفني، فقدموا فعلا ومنجزا فنيا تراكميا، أدّى إلى ظهور هؤلاء الفنانين الشباب واستمرارهم في مناخ فني يتقبلهم ويتقبل صنيعهم وأفكارهم بخروجها عن المألوف، فيتم تفهمها واستيعابها. لذلك من الطبيعي أن يحدث في المستقبل أن يأتي فنانون آخرون فيؤسسون لاتجاهات أخرى مختلفة في الفن، حيث تبدأ دورة حياة فنية جديدة. هذا هو منطق الحياة، وسعي البشر والأفراد إلى التميّز والبقاء عبر الفن.” | حسن شريف (فنان) |

## اتظر أيضا
بينالي الشارقة